# Zeche Vereinigte Himmelfahrt & St. Martin Nr. 4
Die Zeche Himmelfahrt in Dortmund-Berghofen ist ein ehemaliges Steinkohlenbergwerk. Die Zeche war auch unter den Namen Zeche Vereinigte Himmelfahrt & St. Martin , Zeche Vereinigte St. Martin & Himmelfahrt und Zeche Vereinigte Himmelfahrt bekannt.

## Bergwerksgeschichte
Am 20. November des Jahres 1782 wurde die Mutung für eine vom St. Martin Oberstollen überfahrene Kohlenbank beim Bergamt eingelegt. Die eingelegte Mutung wurde unter dem Namen St. Martin Nr. 4 eingetragen. Am 13. Oktober des darauffolgenden Jahres wurde das Flöz vermessen. Am 28. April des Jahres 1789 erfolgte die Inaugenscheinnahme durch das Bergamt. Im Anschluss an die Inaugenscheinnahme kam es zu einem Rechtsstreit zwischen den Besitzern der Zechen Himmelfahrt und St. Martin. In der Zeit zwischen dem 16. Dezember des Jahres 1800 und dem 25. Februar des Jahres 1801 kam es vermutlich zu einer Einigung im Rechtsstreit, denn das Grubenfeld wurde zu gleichen Anteilen unter den streitenden Parteien aufgeteilt. 
Im Dezember des Jahres 1822 wurde der alte Schacht Anton wieder in Betrieb genommen. Der Schacht stammte vermutlich noch aus der Zeit vor 1796 und gehörte zur Zeche Himmelfahrt. Am 24. März des Jahres 1823 wurde das Längenfeld Vereinigte Himmelfahrt & St. Martin Nr. 4 verliehen. Das Längenfeld wurde zu gleichen Anteilen an die Gewerken der Bergwerke Himmelfahrt und St. Martin verliehen. Zweck der Verleihung war der gemeinschaftliche Abbau der Lagerstätte. Im Jahr 1825 waren die Schächte Anton, Bernhard und Conrad in Betrieb. Im darauffolgenden Jahr umfasste die Berechtsame noch zusätzlich das Längenfeld Freudenberg, dieses war zu diesem Zeitpunkt außer Betrieb. Im Jahr 1829 wurde begonnen, den Schacht Diedrich abzuteufen. 
Am 27. August des Jahres 1830 kam es unterhalb der Stollensohle zur Konsolidation zur Zeche Vereinigte Bickefeld Tiefbau. Oberhalb der Stollensohle war die Zeche weiter in Betrieb, das Fördervermögen lag bei 7600 preußischen Tonnen pro Jahr. Im Februar des Jahres 1833 wurde die Zeche Vereinigte Himmelfahrt & St. Martin Nr. 4 endgültig stillgelegt.